# Give That Wolf a Banana
Give That Wolf a Banana – singel norweskiego duetu Subwoolfer wydany 10 stycznia 2022. Utwór reprezentował Norwegię w 66. Konkursie Piosenki Eurowizji w Turynie (2022), zdobywając 10. miejsce w wielkim finale.

## Lista utworów
- Digital download[3]

1. „Give That Wolf a Banana” – 2:51

## Notowania
| Kraj              | Notowanie (2022)          | Najwyższa pozycja |
| ----------------- | ------------------------- | ----------------- |
| Australia         | ARIA Digital Tracks       | 33                |
| Austria           | Ö3 Austria Top 40         | 67                |
| Grecja            | IFPI Greece               | 42                |
| Holandia          | Single Top 100            | 54                |
| Irlandia          | Top 100 Singles           | 59                |
| Islandia          | Plötutíðindi              | 3                 |
| Litwa             | Singlų Top 100            | 10                |
| Norwegia          | VG-lista                  | 4                 |
| Stany Zjednoczone | Billboard Global Excl. US | 165               |
| Szwecja           | Sverigetopplistan         | 13                |
| Wielka Brytania   | UK Singles Chart          | 47                |